# Квинт Авлий Церретан
Квинт А́влий Церрета́н (лат. Quintus Aulius Cerretanus; погиб в 315 году до н. э., Сатикула, Италия) — древнеримский полководец времён 2-й Самнитской войны, дважды удостаивавшийся консульства (в 323 и 319 годах до н. э.).

## Биография
В 323 году до н. э. Квинт Авлий был избран консулом совместно с Гаем Сульпицием Лонгом. В это время к войне с самнитами добавилась война в Апулии. Согласно Ливию война велась не против самих апулийцев, а в защиту союзного им племени от нападений самнитов. Однако, по другой версии римляне воевали именно против апулийцев. Как бы то ни было, в Апулию был отправлен Квинт Авлий. Римские войска разорили апулийские земли, однако, открытых боевых действий не было.
В 319 году до н. э., во время второго консульства, Квинт Авлий в ходе удачного сражения разбил ферентийцев и принудил их к сдаче своего города.
В 315 году до н. э. диктатор Квинт Фабий Максим Руллиан назначил Квинта Авлия начальником конницы. Оба они прибыли с подкреплением к Сатикуле, где римляне осаждали занятый самнитами город. Когда самниты подошли близко к римскому лагерю, Квинт Авлий выступил со всей конницей и отбросил врага. Командир самнитов повторно повёл свои войска в бой, но был сражён копьем, пущенным Квинтом Авлием. Однако, брат самнитского командира в ходе битвы, стянув Квинта Авлия с коня, убил его. Чтобы тело начальника конницы не досталось врагу, римские всадники спешились и в рукопашной разбили неприятеля. Отбив тело Квинта Авлия, римляне внесли его в свой лагерь. После проигранного сражения самниты оставили Сатикулу, которую через несколько дней взяли римляне.